# Leirado (Quintela de Leirado)
Leirado (llamada oficialmente San Pedro de Leirado) es una parroquia y una aldea del municipio español de Quintela de Leirado, en la provincia de Orense, Galicia.

## Organización territorial
La parroquia está formada por trece entidades de población:

### Entidades de población
Entidades de población que forman parte de la parroquia:
- Agua Levada
- A Mourisca
- Ataínde
- Cabanelas
- Costa
- Fondóns
- Forxán
- Fraguas
- Lavandeira
- Leirado
- Tornadoiro
- Val

### Despoblado
Despoblado que forma parte de la parroquia:
- Pousa

## Demografía

### Parroquia
| Gráfica de evolución demográfica de Leirado (parroquia) entre 2000 y 2023 |
|                                                                           |
| Datos según el nomenclátor publicado por el INE.                          |

### Aldea
| Gráfica de evolución demográfica de Leirado (aldea) entre 2000 y 2023 |
|                                                                       |
| Datos según el nomenclátor publicado por el INE.                      |